# لاهوت
اللاهوت أو علم اللاهوت (بالإنجليزية: Theology) هي الدراسة المنهجية للطبيعة الإلهية، وعلى نطاقٍ أوسع، للعقيدة الدينية. تُدرّس كتخصّصٍ أكاديمي، عادةً في الجامعات والمعاهد الدينية. تشغل نفسها بالمحتوى الفريد لتحليل ما فوق الطبيعة، ولكنها تتعامل أيضًا مع الإبستمولوجيا الدينية، وتسأل وتسعى للإجابة على سؤال الوحي. يتعلّق الوحي بقبول الله أو الآلهة أو المعبودين، ليس لأنه متعال أو فوق العالم الطبيعي فحسب، بل لأنه أيضًا على استعدادٍ وقادرٌ على التفاعل مع العالم الطبيعي، وعلى وجه الخصوص، الكشف عن أنفسهم للبشرية. في حين تحوّل اللاهوت إلى مجالٍ علماني، ما زال معتنقو الديانات يعتبرون اللاهوت نظامًا يساعدهم على العيش وفهم مفاهيم مثل الحياة والحب ويساعدهم على عيش حياة الطاعة للمعبود الذي يتبعونه أو يعبدونه.

## تعريفها
يعرّف أغسطينوس قديس هيبون اللاهوتي المقابل اللاتيني، ثيولوجيا، بأنه «المنطق أو النقاش المتعلّق بالمعبود»؛ عرّف ريتشارد هوكر «اللاهوت» بالإنجليزية على أنها «علم الأشياء الإلهية». ومع ذلك، يمكن استخدام المصطلح ليشمل مجموعةً متنوّعة من التخصّصات أو مجالات الدراسة.
يدرس اللاهوت ما إذا كان المعبود موجودًا بشكلٍ ما، كما هو الحال في الحقائق الجسدية أو فوق الطبيعية أو العقلية أو الحقائق الاجتماعية، وماهية الدليل الذي يمكن العثور عليه والدليل الذي حوله من خلال التجارب الروحية الشخصية أو السجلات التاريخية لمثل هذه التجارب كما وثّقها آخرون. إن دراسة هذه الافتراضات ليست جزءًا من اللاهوت الصحيح ولكنها موجودة في فلسفة الدين، وبصورةٍ متزايدة من خلال علم نفس الأديان واللاهوت العصبي. ويرمي اللاهوت إلى بناء وفهم هذه التجارب والمفاهيم، واستخدامها لاستنباط التعاليم المعيارية لكيفية عيش حياتنا.
يستخدم اللاهوتيون أشكالًا مختلفة من التحليل والحجج (التجريبية والفلسفية والإثنوغرافية والتاريخية وغيرها) للمساعدة في فهم العديد من الموضوعات الدينية أو شرحها أو اختبارها أو نقدها أو الدفاع عنها أو الترويج لها. كما هو الحال في فلسفة الأخلاق والسوابق القضائية، غالبًا ما تفترض الحجج وجود مسائل حُسِمت سابقًا، وتتطوّر من خلال إجراء التمثيلات المشتقّة عليها لاستخلاص استنتاجاتٍ جديدة بشأن مواقف جديدة.
قد تساعد دراسة اللاهوت العالم على التوصّل إلى فهمٍ أعمق لتقاليده الدينية، أو لتقليدٍ ديني آخر، أو قد تمكنهم من استكشاف طبيعة المعبود دون الرجوع إلى أي تقليدٍ محدّد. يمكن استخدام اللاهوت لنشر أو لإصلاح أو لتبرير تقليدٍ ديني أو يمكن استخدامها لمقارنة أو للطعن (مثل النقد الكتابي) أو لمعارضة (مثل اللادينية) تقليدٍ ديني أو رؤيةٍ كونية. قد يساعد اللاهوت أيضًا عالمها على معالجة بعض المواقف أو الحاجة الحالية من خلال تقاليدٍ دينية، أو استكشاف السُبل الممكنة لتفسير العالم.

## تاريخها
قدّم فريدريك شليرماخر اللاهوت العملية لأول مرّة كتخصّص أكاديمي يشمل مزاولة الكنيسة للقيادة في عمله مخطط موجز لدراسة اللاهوت في أوائل القرن التاسع عشر. نظر شليرماخر إلى اللاهوت العملية على أنها واحدة من ثلاثة علوم لاهوتية، إلى جانب اللاهوت الفلسفية واللاهوت التاريخية اللتين تشكّلان معًا اللاهوت ككل. 
يعتقد بعض اللاهوتيين، مثل إلين غراهام، أن اللاهوت العملية قد تطوّرت بمرور الوقت. ركّزت إلين في الأصل تركيزًا أكبر على قادة الكنيسة، تجادل بأنها اكتسبت طابعًا شخصيًا أكبر وارتباطًا أكبر بالسيرة الذاتية.

## التطبيق
جادل علماء اللاهوت مثل إلين غراهام في «عندما تصبح عالمًا للاهوت العملية: الأزمنة الماضية والحاضرة والمستقبلية»، وهيذر جيه. ميجر في «السياق هو المفتاح: مناقشة بين دراسات الكتاب المقدس واللاهوت العملي وعلم البعثات التبشيرية» (47-61)، وغلين موريسون في «اللاهوت العملية من الصميم» بأن اللاهوت العملية تبدو مختلفةً بوجهة نظر كل شخص. يقولون إن محيط المرء وماضيه هما مفتاحا التطبيق الناجح. هذا يعني أن اللاهوت العملية يمكن أن تعبّر عن نفسها في أي عدد من الطرق.
تأثّرت مجالات اللاهوت الأخرى و/أو استفادت من استخدام اللاهوت العملية مثل: اللاهوت التطبيقية (البعثات والتبشير والتربية الدينية وعلم النفس الرعوي أو علم نفس الأديان) ونمو الكنيسة و الإدارة وعلم الوعظ والتكوين الروحي واللاهوت الرعوية والتوجّه الروحي واللاهوت الروحية (أو اللاهوت الزاهد) واللاهوت السياسي ولاهوت العدالة والسلام ومجالات مماثلة. يشمل أيضًا لاهوت الدعوة، مثل مختلف لاهوتات التحرير (المضطهدين عمومًا والمحرومين والنساء والمهاجرين والأطفال واللاهوت الأسود). يمكن أيضًا مناقشة لاهوت الرعاية العلائقية، التي تتعلق بتلبية الاحتياجات الشخصية للآخرين، كمجال اللاهوت العملية.
نشأ «اللاهوت العملي المتقارب» من دراسات وممارسات مشتركة لعلم البعثات مع التطور التنظيمي منذ نشر كتاب الكنيسة التبشيرية: رؤية لإرسال الكنيسة في أمريكا الشمالية. يصف كريستيان بويد هذا المنظور الجديد بأنه «عيش إلهياتنا (الأساسية والثانوية) وممارسة العلوم الاجتماعية من الناحية اللاهوتية، [إذ إن] من شأنه أن يجدّد عقولنا وأن يغذّي المجتمع الذي يشكّل خيالًا جديدًا لكوننا وعمل الكنيسة».